# Appartement
 (juin 2013).

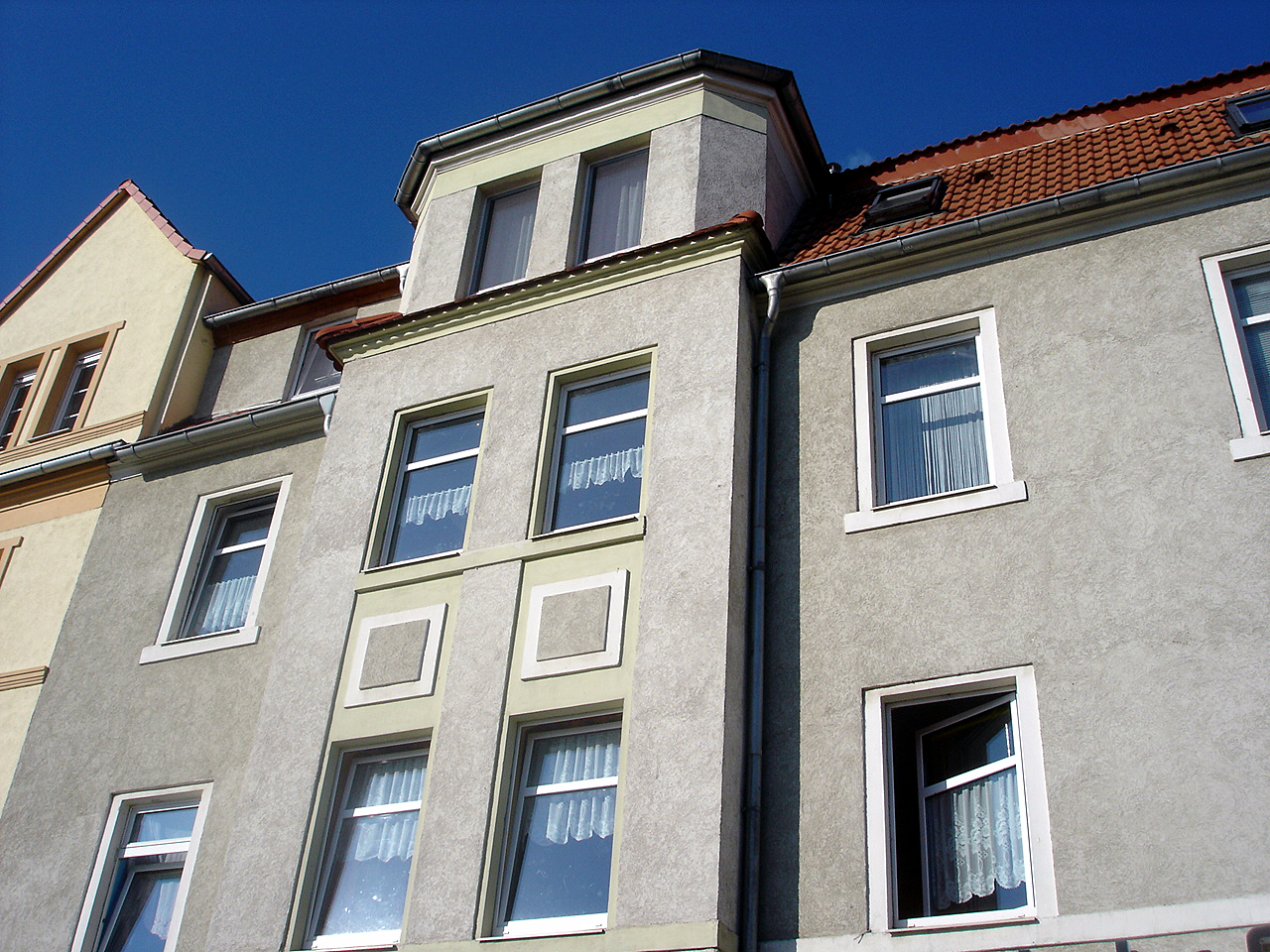
Façade d'un bâtiment d’habitation à Hamelin (Allemagne du Nord).

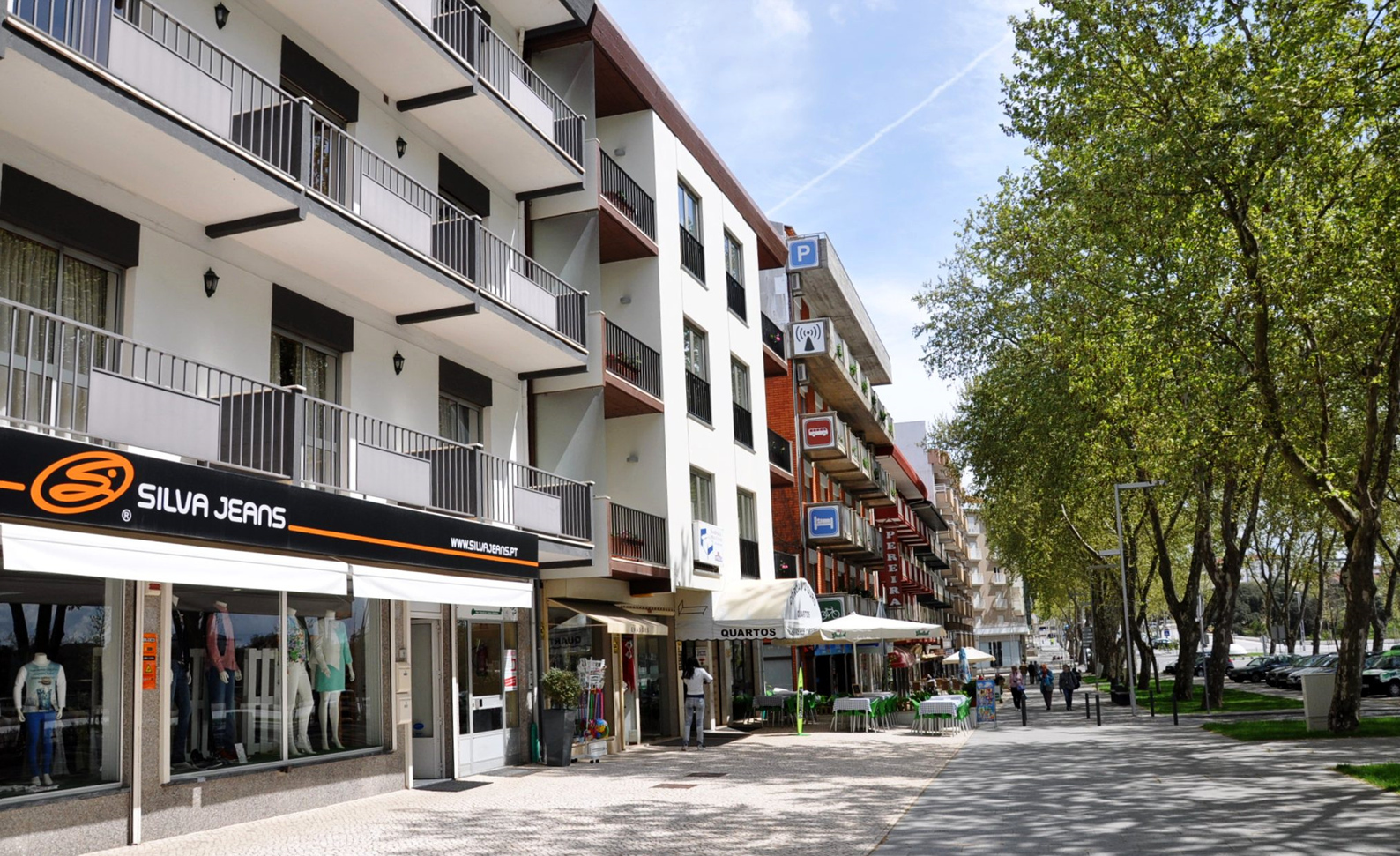
Façade d'appartements à Fátima (Portugal).

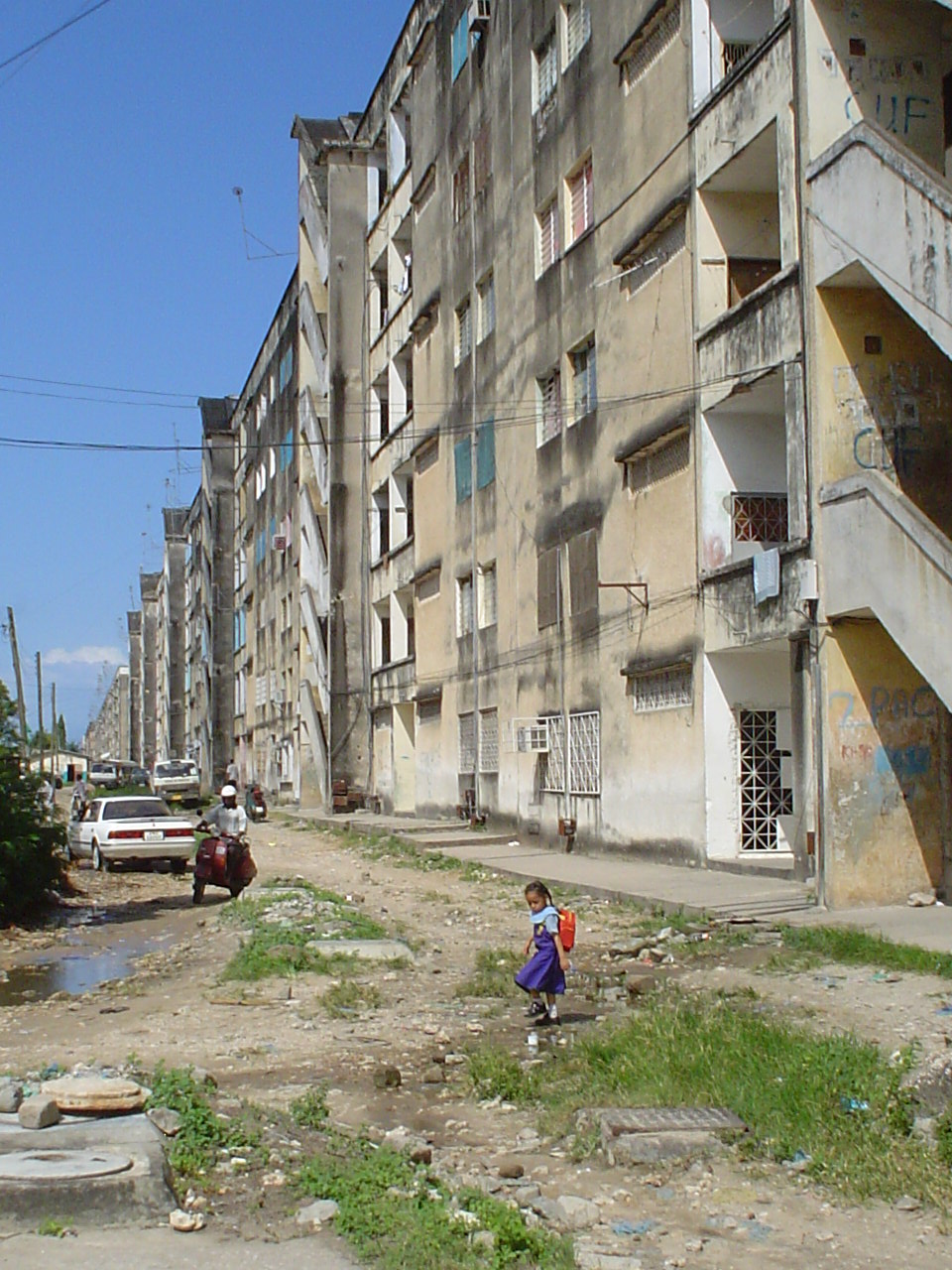
Immeuble d'appartements à Zanzibar (Tanzanie).

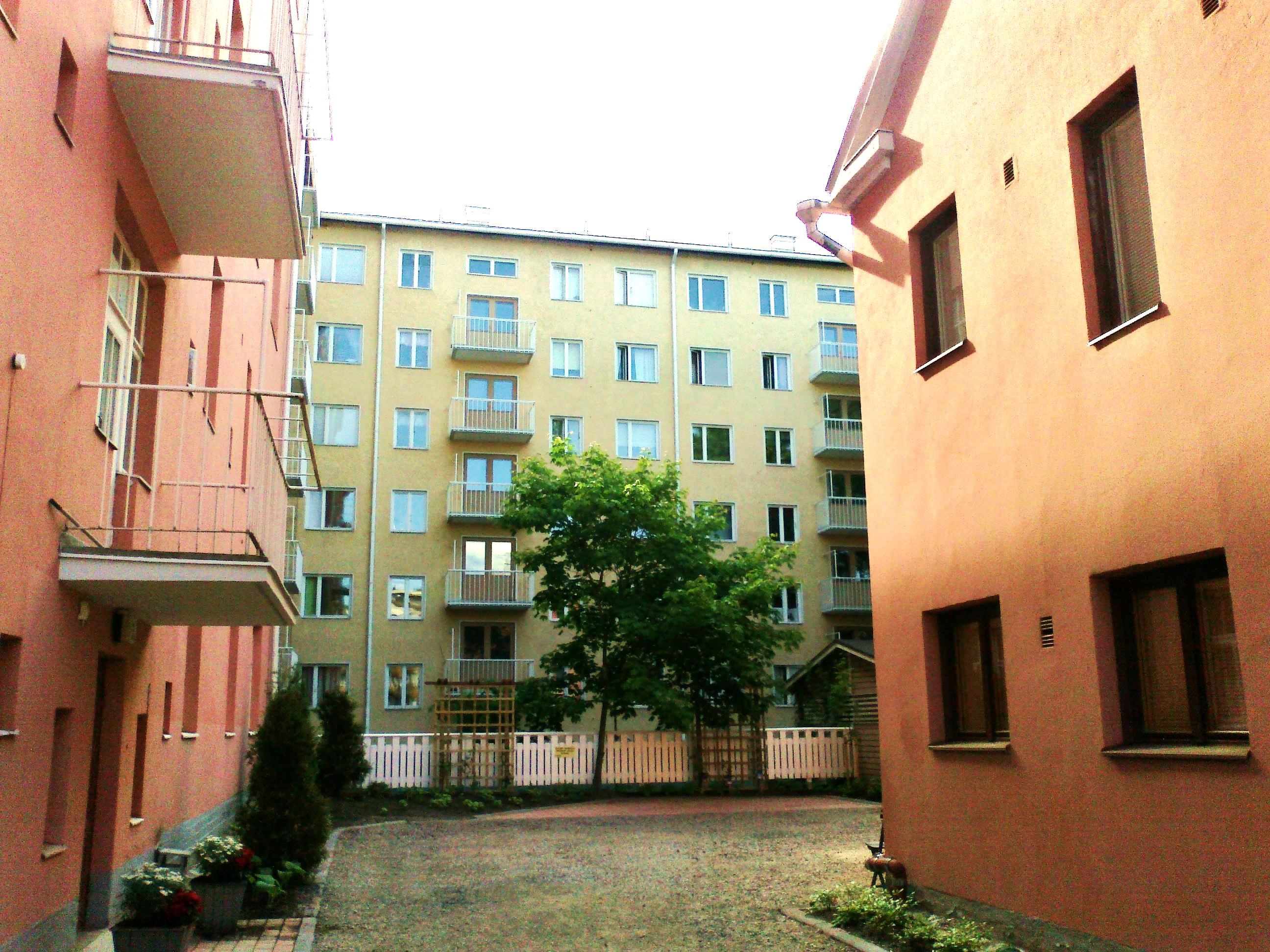
Appartements à Kuopio (Finlande).

Un appartement est une unité d’habitation, comportant un certain nombre de pièces et qui n’occupe qu’une partie d’un immeuble, situé généralement dans une ville.
Il est souvent à usage d'habitation (notion de logement).
En particulier en France, lorsque le règlement de copropriété destine intégralement l'immeuble à cette utilisation (c'est ce qu'on appelle des clauses d'« occupation bourgeoise exclusive »), excluant toutes formes d'activités commerciales. Plus marginalement, il héberge parfois des activités professionnelles.
Un appartement peut être habité — donc occupé — par son propriétaire ou une personne de sa famille.
Dans certains pays (en particulier en France) la conclusion d’un contrat de bail qui peut différer selon que le logement est meublé ou non attribue au locataire la jouissance exclusive de l'appartement, selon les termes du contrat et de la loi en vigueur.
Certains occupants sont propriétaires de leur logement, soit en coopérative, dans laquelle les résidents possèdent des parts d’une société possédant le bien immobilier.
En France, les appartements se trouvent souvent dans des copropriétés privées, et fonctionnent selon les principes définis par la loi. Chaque copropriétaire est propriétaire de lots (appartement, cellier, garage); chaque lot correspond à une partie privative de l’immeuble, et à une (ou plusieurs) quote-part (tantièmes) sur les parties communes. Ces quotes-parts servent à répartir le poids des votes et le paiement de certains frais.
En Angleterre, il peut être géré en tout ou partie par une Tenant Management Organisation.

## Appellations selon les pays

### Appellations en Belgique
- Appartement : appartement avec au minimum une chambre, une salle de séjour séparée, une cuisine et une salle de bains avec sanitaire, qui peut éventuellement être séparé.
- Kot, logement d’étudiant, du studio au logement collectif, en passant par l’appartement une pièce (voir aussi : Kot à projet).
- Studio ou flat : appartement d’une seule pièce principale avec coin-cuisine et salle de bains avec sanitaire.
- Flat est aussi utilisé lorsque le coin-cuisine est séparé.
- Duplex : appartement à deux niveaux où un escalier, contrairement à un souplex, mène à un étage supérieur[2]. On parle aussi de duplex montant.
- Souplex : appartement à deux niveaux, où un escalier intérieur, contrairement à un duplex, mène à un niveau inférieur (un sous-sol aménagé la plupart du temps). On parle également de duplex descendant.

### Appellations en France
En France, un logement, aux termes du décret 2002-120, doit faire une surface minimum de 9 m2, une hauteur sous plafond de 2,20 mètres, ou un volume habitable au moins égal à 20 m3.
- T1, T2, T3… : T est utilisé pour type, ce qui correspond à un type d’appartement avec le nombre de pièces principales indiqué, c’est-à-dire : salon, salle à manger et chambres. La cuisine et les salles de bains ne sont pas comprises. Ainsi, un appartement avec un salon, deux chambres et une salle de bains est un T3.
- T1 bis, T2 bis, T3 bis… : il s’agit de logement particulier dont l’une des pièces est grande et peut être séparée en deux zones bien distinctes.
- F1, F2… : F est utilisé pour fonction. Globalement, dans la pratique, les professionnels comme les particuliers l’utilisent de la même manière que le type.
- P1, P2… : P est utilisé pour pièce. Principalement utilisée dans le sud de la France, cette pratique a la même signification que le type.
- Studio : un studio est un cas particulier de F1, où la cuisine fait complètement partie du salon/chambre à coucher. Ainsi, il se configure comme un appartement d’une seule pièce principale, avec un coin-cuisine (cuisinette ou kitchenette). La salle d'eau est séparée.

Il est très difficile de trouver avec certitude la différence entre type et fonction. Aucun texte de référence ne précise cette information. Il apparaît que progressivement le type remplace la fonction. Il y a quelques dizaines d'années le T se démarquait du F pour son standing supérieur. Le T s'apparentait à des logements plus confortables avec des pièces plus spacieuses et le F à des logements avec des pièces plus petites de type HLM. Dans la pratique, l’un et l’autre sont utilisés, bien que l'appellation F tende à disparaître. Les F avaient une cuisine séparée. La plupart des T ont un grand salon et cuisine intégrée plus petite

### Appellations au Québec
1 ½, 2 ½ 3 ½… : le chiffre indique le nombre total de pièces, incluant éventuellement la cuisine, tandis que la demie représente la salle de bains. Généralement, ces termes sont utilisés pour les appartements en location.
Condominium (ou condo) : appartement en copropriété plus luxueux réservé à ceux qui veulent en être propriétaires.
Loft : appartement qui se caractérise par son espace aéré puisque la majorité de l’espace habitable est à aire ouverte. Peut être loué ou acheté. Généralement un loft est perçu comme étant plus grand qu’un studio, qui lui aussi n’a qu’une seule pièce aérée.
Le loft est aussi une énorme pièce où seule la salle de bains est close, le reste, chambre ; salon ; cuisine ; salle à manger… fait partie d’une seule et unique pièce d'une largeur de 3 m minimum.

### Appellations en Suisse
Studio, 1½, 2, 2½, 3… : le chiffre indique le nombre de pièces principales, à l'exclusion de la cuisine et des salles de bains. L'indication d'une ½ pièce fait, en général, référence à l'existence de toilette en plus de la salle de bains.
Particularité cantonale : dans le canton de Genève, la cuisine est comprise au nombre des pièces principales. Concrètement, un cinq pièces genevois compte donc une pièce de moins qu'un cinq pièces situé dans un autre canton suisse.